# Steve Cowper
Steve Cowper (21 de agosto de 1938) é um político estadunidense do partido democrata que foi o sétimo governador do Alasca entre 1986 e 1990.